# Sabine Hark

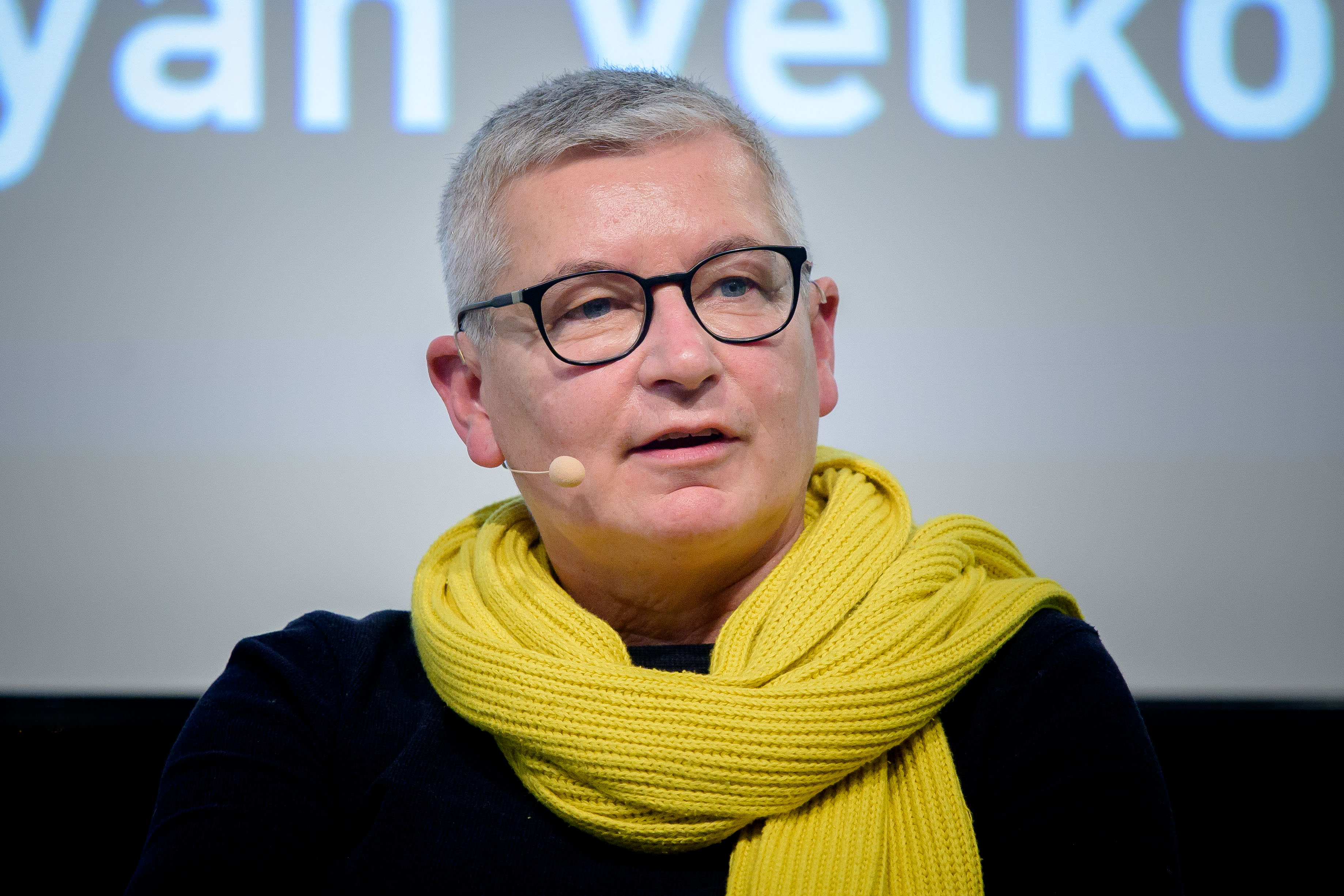
Sabine Hark (2021)

Sabine Hark (* 7. August 1962 in Otzenhausen) ist mit Schwerpunkten in Geschlechterforschung, feministischer Erkenntnistheorie und -kritik und Queer-Theorie in der deutschen Soziologieforschung tätig. Hark hat eine Professur an der TU Berlin inne und leitet dabei das Zentrum für interdisziplinäre Frauen- und Geschlechterforschung. Hark ist unter den ersten Multiplikatoren der Queer-Theorie in Deutschland.

## Beruflicher Werdegang
Sabine Hark studierte in Mainz und Frankfurt am Main Politikwissenschaft und Soziologie. Von 1990 bis 1995 war Hark wissenschaftliche Mitarbeiterin am Institut für Soziologie der Freien Universität Berlin. Zusammen mit der Wiener Sozial- und Kulturwissenschaftlerin Hanna Hacker organisierte Hark 1991 das erste „Symposium deutschsprachiger Lesbenforschung“ in Berlin. Hark wurde 1995 an der Freien Universität Berlin mit ihrer Arbeit Deviante Subjekte – die paradoxe Politik der Identität promoviert, die 1996 bei Leske + Budrich als Buch veröffentlicht wurde. Seit 1997 doziert Hark an der Universität Potsdam im Bereich Soziologie der Geschlechterverhältnisse. Seit dem Wintersemester 2005/2006 hat Hark eine Professur an der TU Berlin inne und leitet dabei das Zentrum für interdisziplinäre Frauen- und Geschlechterforschung, zudem nimmt Hark seit 2008 an der ehrenamtlichen Redaktionsarbeit der Fachzeitschrift Feministische Studien teil. Hark hat die 2010 ins Leben gerufene Fachgesellschaft Geschlechterstudien mitbegründet und war bis 2014 im Vorstand tätig. Hark ist 1. Sprecherin der Arbeitsgemeinschaft der Frauen- und Geschlechterforschungseinrichtungen Berliner Hochschulen (afg).

## Forschungsschwerpunkte
Zentrale Punkte Harks wissenschaftlicher Arbeit sind die Dekonstruktion lesbischer bzw. feministischer Identitäten und Identitätspolitiken in Anknüpfung an Theorien von Michel Foucault und Hannah Arendt sowie an die Queer-Theorie und den Poststrukturalismus. Mit der bereits früh vorgebrachten Kritik an geschlossenen Identitäten als Grundlage der Gruppenbildung in der Frauen- und Lesbenbewegung begründete Hark die Queer Theory in Deutschland mit und baute in der Folge ihre kritische Analyse aus, indem diskurstheoretische, postkoloniale und kulturwissenschaftliche Ansätze integriert wurden. Harks Kritik wurde weithin aufgenommen und wirkte auf die Lesbenbewegung zurück. Hark ist eine der wenigen bekannteren deutschsprachigen Autoren, die sich intensiv mit queertheoretischen Ansätzen beschäftigen. Der Tagesspiegel führt Hark unter den profiliertesten Geschlechterforschenden in Deutschland.

## Kontroversen
In der Zeit veröffentlichte Hark gemeinsam mit Judith Butler einen Kommentar zu dem Sammelband Beißreflexe: Kritik an queerem Aktivismus, autoritären Sehnsüchten, in dem 29 Autoren aus dem queeren aktivistischen und akademischen Bereich dogmatische Engführungen des Queer-Begriffs kritisieren. Der Beitrag wurde wiederum von verschiedenen Personen, wie der Politikwissenschaftlerin Ljiljana Radonić in der Theorie-Zeitschrift Sans phrase und dem Literaturwissenschaftler Jakob Hayner in der Jungle World kritisiert.

## Schriften (Auswahl)

### Monografien
In (Ko-)Autorenschaft:
- mit Johanna Hofbauer: Die ungleiche Universität. Diversität, Exzellenz und Anti-Diskriminierung. Passagen Verlag, Wien 2023, ISBN 978-3-7092-0509-9.
- Gemeinschaft der Ungewählten. Umrisse eines politischen Ethos der Kohabitation. suhrkamp, Berlin 2021, ISBN 978-3-518-12774-2.
- mit Paula-Irene Villa: The Future of Difference. Beyond the Toxic Entanglement of Racism, Sexism and Feminism. Verso Books, London 2020, ISBN 978-1-78873-802-6
- mit Paula-Irene Villa: Unterscheiden und herrschen. Ein Essay zu den ambivalenten Verflechtungen von Rassismus, Sexismus und Feminismus in der Gegenwart. transcript, Bielefeld 2017, ISBN 978-3-8376-3653-6.
- Dissidente Partizipation. Eine Diskursgeschichte des Feminismus. Suhrkamp Verlag, Frankfurt am Main 2005, ISBN 3-518-29353-2.
- Deviante Subjekte. Die paradoxe Politik der Identität. Leske + Budrich, Opladen 1996, 19992, ISBN 3-8100-2586-0.

In der (Mit-)Herausgeberschaft:
- Sabine Hark, Paula-Irene Villa (Hrsg.): Anti-Genderismus. Sexualität und Geschlecht als Schauplätze aktueller politischer Auseinandersetzungen. Transcript, Bielefeld 2015, ISBN 978-3-8376-3144-9 (eingeschränkte Vorschau in der Google-Buchsuche).
- Dis/Kontinuitäten: Feministische Theorie. VS Verlag für Sozialwissenschaften, 2., aktualisierte und erweiterte Auflage, Wiesbaden 2007 (1. Auflage 2001), ISBN 978-3-531-15217-2.
- Queering Demokratie: Sexuelle Politiken. (hrsg. zusammen mit Nico Beger, Antke Engel, Corinna Genschel, Eva Schäfer)  Querverlag, Berlin 2000 ISBN 3-89656-057-3.
- Freundschaft unter Vorbehalt: Chancen und Grenzen lesbisch-schwuler Bündnisse. (hrsg. zusammen mit Stefan Etgeton)  Querverlag, Berlin 1997; ISBN 3-89656-023-9.
- Grenzen lesbischer Identitäten. Berlin: Querverlag, 1996, ISBN 3-89656-012-3.

### Aufsätze
- Was ist und wozu Kritik? Über Möglichkeiten und Grenzen feministischer Kritik heute. (PDF; 220 kB) In: Feministische Studien 1/09,  S. 22–35.
- Magical Sign. On the Politics of Inter- and Transdisciplinarity. (PDF; 159 kB) In: Graduate Journal of Social Science – 2007 – Vol. 4 Special Issue 2, S. 11–33.
- Über die illusio, die im Recht steckt. Randbemerkungen zu Antidiskriminierungsgesetzen. In: Frauenrat und Frauenbeauftragte der Alice Salomon Fachhochschule (Hgg.): Quer-Genderzeitschrift, Quer – denken, lesen, schreiben. Gender-/Geschlechterfragen update; o. J. (2005?), ISSN 1860-9805.
- Für eine „anständige Gesellschaft“. Prinzipien einer Politik der Geschlechtergerechtigkeit, in: Stachlige Argumente 3/2002, Nr. 135.
- Queer Interventionen.(PDF: 650 kB) In: Feministische Studien, 11. Jahrgang Heft 2, 1993, S. 103–109.[13]
- Einsätze im Feld der Macht. Lesbische Identitäten in der Matrix der Heterosexualität. (PDF: 730 kB) In: L’Homme. Europäische Zeitschrift für Feministische Geschichtswissenschaft, Heft 1, 1993, S. 9–17.[13]
- Wer spricht, wenn ich: „Ich bin ...“ sage? Zum Verhältnis von Identitäten und Bündnispolitik. In: Ihrsinn 2/90, S. 43–60.[13]
- Eine Lesbe ist eine Lesbe, ist eine Lesbe ... oder? Notizen zu Identität und Differenz. Feminismus und Lesben in den 80ern (PDF; 1.211 MB) In: Beiträge zur feministischen Theorie und Praxis, Heft 25/26, 1989, S. 59–70.[13]
- „Welches Interesse hat die Frauenbewegung an der Lösung des homosexuellen Problems?“ – Zur Sexualpolitik der bürgerlichen Frauenbewegung im Deutschland des Kaiserreichs (PDF; 961 kB), in: Beiträge zur feministischen Theorie und Praxis, Heft 25/26, 1989, S. 19–27.[13]
- Eine Frau ist eine Frau, ist eine Frau, ... (PDF; 942 kB), in: Beiträge zur feministischen Theorie und Praxis, Heft 20, 1987, S. 85–94. Gekürzter Nachdruck in: Ilse Lenz (Hrsg.): Die Neue Frauenbewegung in Deutschland. Abschied vom kleinen Unterschied. Ausgewählte Quellen. 2., aktualisierte Auflage. VS Verlag für Sozialwissenschaften, Wiesbaden 2010, ISBN 978-3-531-17436-5, S. 430–434.

### Sammelbandbeiträge
- Lesbenforschung und Queer Theorie: Theoretische Konzepte, Entwicklungen und Korrespondenzen. (PDF; 735 kB) In: Ruth Becker und Beate Kortendiek: Handbuch Frauen- und Geschlechterforschung. Theorie, Methoden, Empirie. VS Verlag für Sozialwissenschaften, Wiesbaden 2010, ISBN 978-3-531-17170-8.
- Vom Erfolg überholt? Feministische Ambivalenzen der Gegenwart. (PDF; 4,4 MB) In: Denis Hänzi, Hildegard Matthies und Dagmar Simon: Erfolg. Konstellationen und Paradoxien einer gesellschaftlichen Leitorientierung. Nomos, Baden-Baden 2014, ISBN 978-3-8487-0046-2.
- Das Geschlecht, das nicht zwei ist: Geschlecht, Differenz und queere Einsprüche. (PDF; 233 kB) In: Claudia Mahs, Barbara Rendtorff und Anne Warmuth: Betonen – Ignorieren – Gegensteuern? Zum pädagogischen Umgang mit Geschlechtstypiken. Beltz Juventa, Weinheim, Basel 2015, ISBN 978-3-7799-3259-8.